# Édouard Bertin
Édouard François Bertin (Parigi, 1797 – Parigi, 1871) è stato un pittore francese.

## Biografia
Era figlio di Louis-François Bertin, proprietario del Journal des débats e di cui rimane un celebre ritratto, opera del pittore Ingres. 

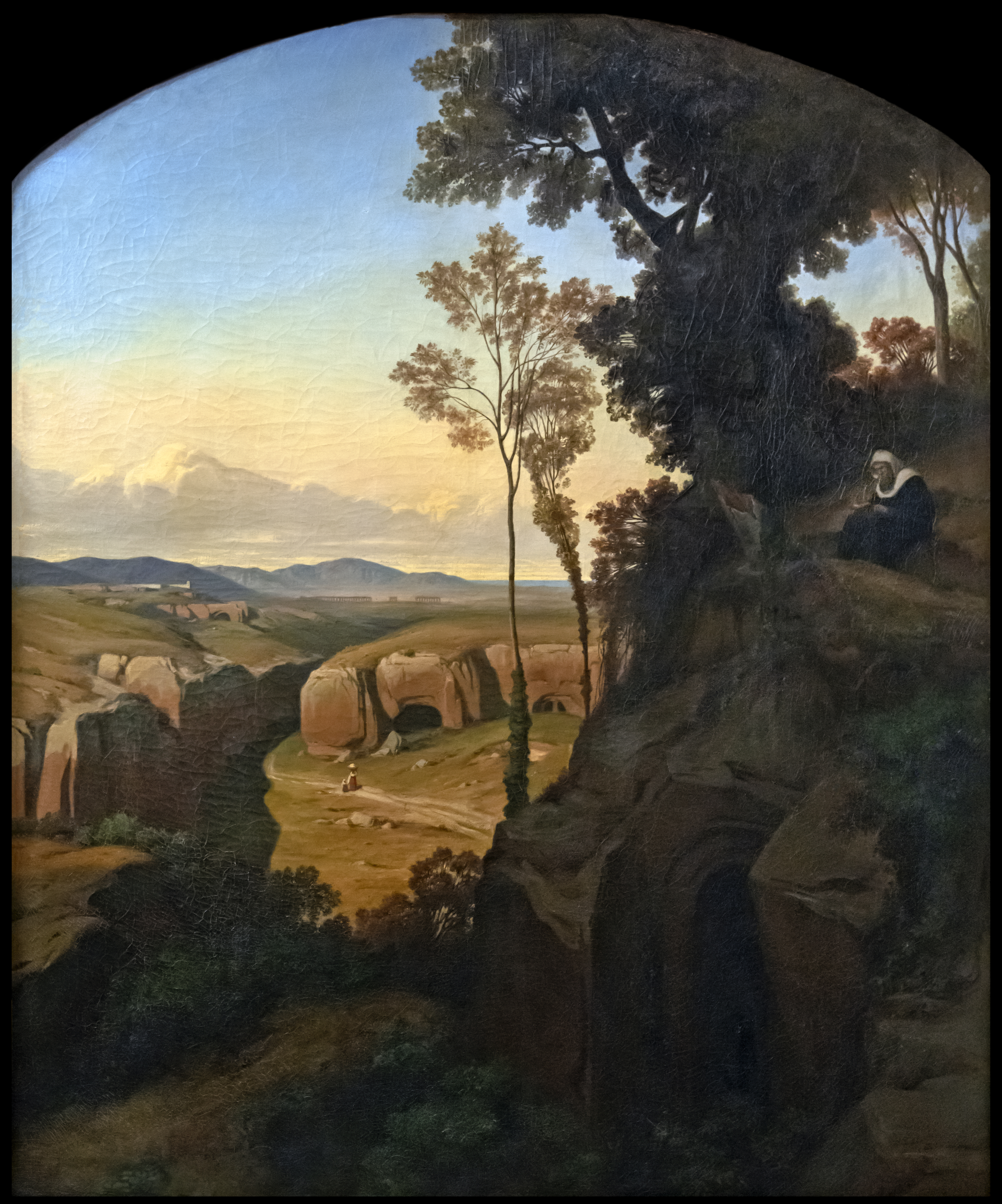
Cervara, Musée des Beaux-Arts di Carcassone

Édouard studiò presso Girodet e Bidauld, poi nel 1827 entrò nello studio di Ingres. Il suo sviluppo segue una svolta nella storia della pittura di paesaggio: dopo gli esordi in stile accademico, iniziò a dipingere all'aperto, ricercando soggetti in Italia, dove effettuò numerosi viaggi, ed in Grecia. Affrontò pure temi romantici ispirati dai suoi viaggi in Oriente, in particolare Turchia ed Egitto, ed eseguì austeri studi fatti a Fontainebleau, come la Veduta nella foresta di Fontainebleau del 1831, ora perduto. Il suo talento si manifestò soprattutto nei numerosi disegni, molti dei quali sono conservati al Musée des Beaux-Arts di Orléans.
Nel 1854, dopo la morte del fratello Armand, divenne direttore del Journal des débats.